# Margarita Ortega
Margarita Ortega Valdés, född 1871 i Sonora, död 23 november 1913 i Mexicali, var en mexikansk skollärare, skarpskytt, kurir och anarkist som hade en ledande roll inom den mexikanska anarkiströrelsen.  
Ortega inspirerades av Magón. Hon organiserade anarkister i Sonora tillsammans med bland andra Natividad Cortes.
1913 sköts Cortes till döds av mexikansk milis. Samtidigt fängslades Ortega, och efter flera dagars tortyr avrättades hon.